# Chauncey (Georgia)
Chauncey – miasto w Stanach Zjednoczonych, w stanie Georgia, w hrabstwie Dodge.